# André Vos
André Neal Vos (East London, 9 gennaio 1975) è un ex rugbista a 15 sudafricano, in carriera terza linea e internazionale per gli Springbok alla Coppa del Mondo di rugby 1999.

## Biografia
Proveniente dal Selborne College di East London, esordì in Currie Cup nelle file dell'Eastern Province per poi divenire professionista nella franchise professionistica dei Cats (oggi Lions) di Johannesburg.
Nel 1998 trascorse una stagione di Super 12 in Australia nelle file dei Reds con 11 presenze e nel 1999 esordì negli Springbok a Port Elizabeth contro l'Italia.
Prese poi parte alla Coppa del Mondo di rugby 1999 nel Regno Unito giungendo al terzo posto finale e, dopo il ritiro di Joost van der Westhuizen, divenne capitano del Sudafrica.
Nel 2002 annunciò il suo ritiro dagli Springbok a soli 27 anni, dichiarando di non riuscire più a sostenere fisicamente il ritmo del rugby internazionale e si trasferì in Premiership ai londinesi Harlequins come assimilato, essendo sua moglie Caroline nata in Inghilterra e in possesso del passaporto britannico.
Con gli Harlequins si aggiudicò la Challenge Cup 2003-04 e giocò fino al 2007, anno del suo ritiro definitivo.

## Palmarès
- Challenge Cup: 1
Harlequins: 2003-04